# Stealth (videogioco)
Stealth è un videogioco sparatutto tridimensionale alla guida di un velivolo futuristico che viaggia rasoterra, pubblicato nel 1984 per Atari 8-bit e Commodore 64 dalla Brøderbund. Un prototipo del gioco per Atari 8-bit, poi divulgato, ha il titolo Landscape. Stealth ricevette recensioni variabili sulla stampa dei suoi tempi; alcune lo considerarono appartenente al filone di Buck Rogers: Planet of Zoom.

## Modalità di gioco
Il giocatore pilota un velivolo a bassa quota sulla superficie di un pianeta, con paesaggio piatto e desolato e sfondo di montagne al tramonto. L'obiettivo di ciascun livello è distruggere una torre scura (Dark Tower) che è il quartier generale del nemico. Il velivolo è inquadrato da dietro con visuale tridimensionale e può virare, cambiando direzione a 360°, accelerare, decelerare e sparare in avanti.
Gli avversari comuni, in ordine di valore in punteggio, sono torrette radar (in grado di lanciare missili ai livelli più avanzati), bunker, velivoli esploratori, carri armati, missili inseguitori, velivoli da caccia (che tentano anche di speronare il protagonista). Più avanti compaiono anche vulcani, dormienti o eruttanti, in ogni caso da evitare. Si incontrano inoltre campi di energia, ossia piccole aree positive o negative a seconda del colore, che quando attraversate rispettivamente ricaricano oppure sottraggono l'energia del velivolo, in proporzione al tempo di passaggio.
Il velivolo ha una riserva di energia numerica, che oltre a diminuire quando si subiscono colpi nemici, viene spesa per ogni proiettile sparato dal giocatore e cala anche gradualmente volando. Si viene distrutti in caso di esaurimento dell'energia o di scontro diretto. Viene indicato anche il tempo trascorso, ma non è limitato e influenza solo la graduatoria finale.
La torre scura è visibile in lontananza e dev'essere avvicinata viaggiando nella sua direzione. Visivamente la torre si fa progressivamente più alta, ma non viene mai raggiunta del tutto e rimane sull'orizzonte. Quando l'indicatore della distanza, che parte da 10000, arriva a 0, la torre può essere colpita e abbattuta con un numero di colpi pari al livello. Ci sono in tutto 5 livelli, poco variabili a parte l'aumento di difficoltà, con tre vite per ciascuno.
Il tema musicale di apertura è il Concerto per clavicembalo in re minore di Bach.